# 10178 Iriki
10178 Iriki (1996 DD) là một tiểu hành tinh vành đai chính được phát hiện ngày 18 tháng 2 năm 1996 bởi T. Kobayashi ở Oizumi.